# 水杨吗啉
水杨吗啉是一种含氮有机化合物，分子式C
11H
15NO
4，为水杨酸与吗啉形成的有机盐，可用作非甾体抗炎药。